# Robert Flacelière
Robert Flacelière (ur. 29 maja 1904 w Paryżu, zm. 23 maja 1982 w Montpellier) – francuski filolog i hellenista, profesor Sorbony.

## Życiorys
Kształcił się w Collège Sainte-Barbe, Lycée Henri IV oraz École Normale Supérieure. Od 1925 do 1930 prowadził badania w École Française w Atenach. Od 1932 do 1948 był profesorem na Wydziale Literatury Uniwersytetu w Lyonie. Następnie został powołany do Katedry Języka i Literatury Greckiej na Uniwersytecie Paryskim. Stanowisko piastował do 1963 roku, kiedy został mianowany dyrektorem École Normale Supérieure. Profesor Flacelière był specjalistą w dziedzinie greki klasycznej, autorem licznych opracowań dotyczących świata antycznego.

## Polskie tłumaczenia
- Życie codzienne w Grecji za czasów Peryklesa (oryg. La vie qutidienne en Grèce au siècle de Périclès), tłum. Zofia Bibowicz, Jerzy Targalski, Państwowy Instytut Wydawniczy, Warszawa 1985
- Historia literatury greckiej (oryg. Histoire littéraîre de la Gréce), tłum. Piotr Sobczak, Kęty 2004